# 乙姫CONNECTION
『乙姫CONNECTION』（おとひめコネクション）は、おおや和美による漫画作品。『別冊少女コミック』（小学館）にて連載された。

## 登場人物
奥田 友貴
声 - 横山智佐
平野 道雄
声 - 井上和彦
木崎 渚
声 - 松本保典
神牙 姫子
声 - 山田栄子
マスター
声 - 速水奨
木下 数馬
声 - 辻谷耕史
石川 剛造
声 - 大滝進矢

## OVA
1991年12月1日発売。

### スタッフ
- 原作 - おおや和美
- 監督・キャラクターデザイン・作画監督・絵コンテ・メカニック設定 - 後藤隆幸
- 脚本 - あかほりさとる
- 演出 - 川崎逸朗
- 美術監督 - 竹田悠介
- カラーコーディネーター - 大貫けいこ
- 撮影監督 - 鳥越一志
- 編集 - 関一彦、岡田輝満
- 音響監督 - 渡辺淳
- プロデューサー - 原田徹、加藤長輝
- 制作プロデューサー - 石川光久
- 制作協力 - ING
- 制作 - アニメイトフィルム
- 製作・著作 - ムービック、ソニー・ミュージックエンタテインメント

- 主題歌「Beginning」　作詞 - 芹沢類 / 作曲 - ジョー・リノイエ / 編曲 - D-PROJECT / 歌 - D-PROJECT